# Rudolphstichting
De Rudolphstichting is een door de gereformeerde kerken in 1927 opgerichte Nederlandse organisatie voor de hulpverlening aan jongeren.

## Geschiedenis

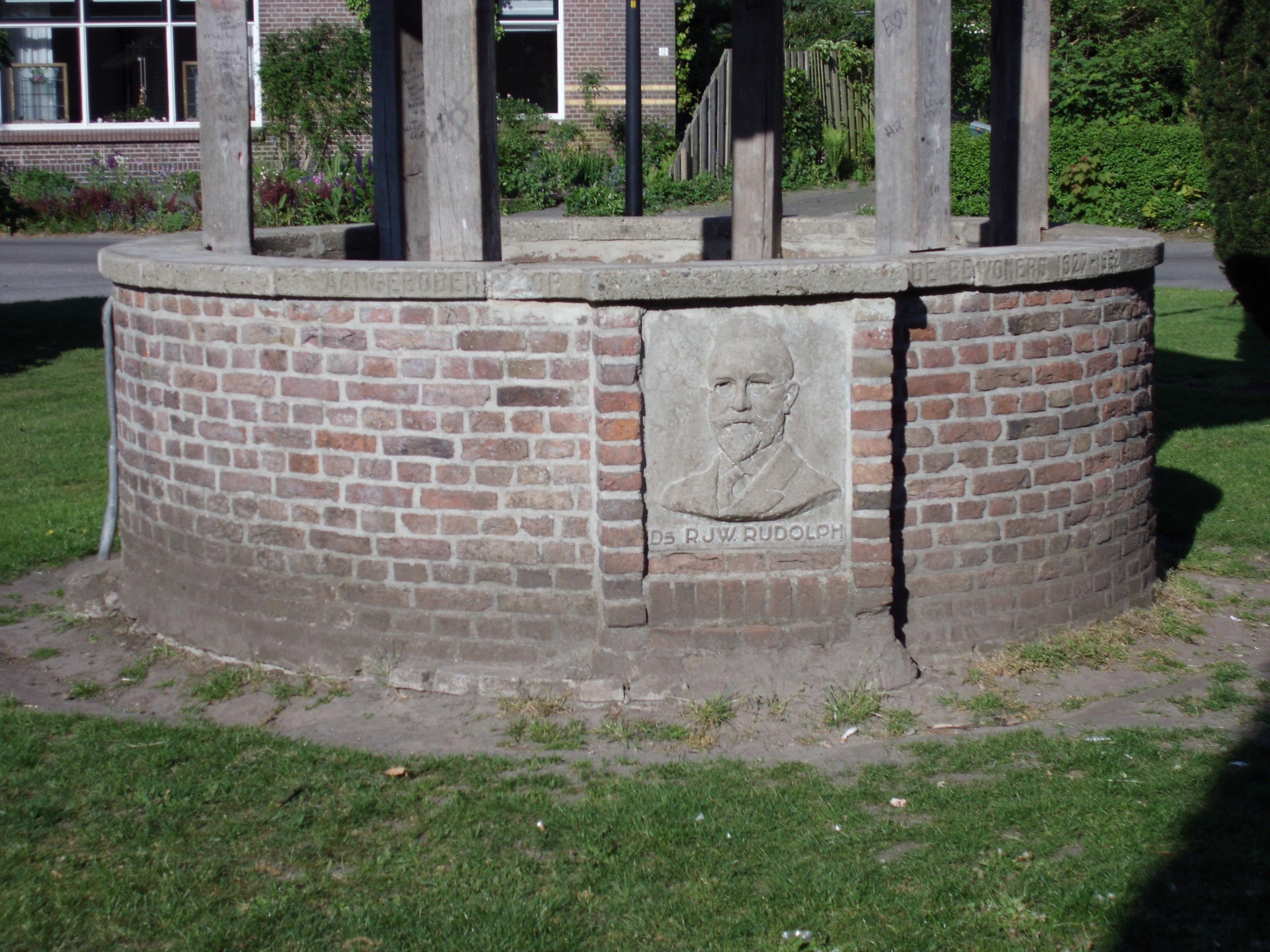
Put in het centrum van De Glind met plaquette Ds. R.J.W. Rudolph

De naamgever van de stichting, ds. R.J.W. Rudolph (1862-1914) kocht in 1911 landbouwgrond in de gemeente Barneveld, waar hij het jeugddorp De Glind vestigde. In dit dorp werden kinderen opgevangen die niet meer thuis konden wonen. Rudolphs visie 'als kinderen in de samenleving buiten de boot vallen, moeten we een samenleving creëren waar zij wel welkom zijn' ligt ten grondslag aan het jeugddorp. De werkzaamheden werden ondergebracht bij de stichting De Glindhorst.
In de beginperiode waren er de nodige tegenslagen. Om het werk toch te kunnen voortzetten schoten de diaconieën van gereformeerde kerken te hulp, maar de stichting ging in 1927 failliet en het opvoedingsdorp werd openbaar geveild. In datzelfde jaar werd de Rudolphstichting opgericht waarbij de werkzaamheden van De Glindhorst werden ondergebracht. De stichting zorgde niet alleen voor opvanggezinnen en groepsopvang, maar ook voor onderwijs. De Rudolphstichting exploiteerde een basisschool en een land- en tuinbouwschool. Meer dan zes decennia fungeerde de Rudolphstichting als een organisatie op het gebied van de jeugdhulpverlening. 
De teneur van de opvang van kinderen is in de loop van de decennia in het bestaan van de stichting veranderd. In de beginjaren tot aan de jaren vijftig was het regime aanzienlijk strenger; dat bleek in 2014 in tv-uitzending van het programma Andere Tijden, waar een aantal van de toenmalige bewoners terugblikte op hun tijd in De Glind.
De Rudolphstichting houdt zich vanaf 1994 bezig met het beheer van het onroerend goed in het dorp De Glind en met het financieel mogelijk maken van vernieuwing in de jeugdzorg. De uitvoering van de jeugdhulpverlening werd ondergebracht bij een nieuw opgerichte stichting Bredevoort, die in 1999 opging in de Leo Stichting Groep (later Joozt-LSG genoemd).
Projecten die door de Rudolphstichting zijn ontwikkeld zijn onder meer
- De Wijde Mantel, een woonvorm voor gehandicapte kinderen mét hun ouders in De Glind
- Kinderhospice De Glind, een eerste hospice in Nederland voor ernstig zieke kinderen
- Glindster, een multifunctioneel centrum met een breed aanbod van activiteiten voor jeugd van De Glind